# Округ Пејџ (Ајова)
Округ Пејџ (енгл. Page County) је округ у америчкој савезној држави Ајова.

## Демографија
По попису из 2010. године број становника је 15.932, што је 1.044 (-6,1%) становника мање 2000. године.
| Група             | 2000.          | 2010.          |
| Белци             | 16.153 (95,2%) | 14.767 (92,7%) |
| Афроамериканци    | 282 (1,7%)     | 352 (2,2%)     |
| Азијати           | 81 (0,5%)      | 116 (0,7%)     |
| Хиспаноамериканци | 265 (1,6%)     | 438 (2,7%)     |
| Укупно            | 16.976         | 15.932         |